# Tessa Sollaart
Tessa Sollaart (Veenendaal, 29 april 1975) is een wielrenner uit Nederland.
Naast wielrennen en mountainbike deed Sollaart ook aan schaatsen. Ze reed in de nationale schaatsselectie.
In 2000 reed Sollaart op de wereldkampioenschappen mountainbike, waar ze op de 46e plek eindigde. Op het nationaal kampioenschap dat jaar werd ze derde.
Na haar actieve sportcarrière werd Sollaart fysiotherapeut van het nationale mountainbike-team van Nieuw-Zeeland.